# Gergana Pejtsjeva
Gergana Pejtsjeva (Bulgaars: Гергана Пейчева) (30 juli 2003) is een Bulgaarse schaakster. Zij heeft sinds 2018 de titel FIDE Meester (FM) en sinds 2020 de titel Internationaal Meester bij de vrouwen (WIM). Ze is sinds 2020 ook een FIDE Instructeur. Per november 2021 was haar Elo-rating 2348.

## Schaakcarrière
- Gergana Pejtsjeva nam voor Bulgarije deel aan het Europees kampioenschap schaken voor jeugd en aan het Wereldkampioenschap schaken voor jeugd. In 2014 won ze het Europees schaakkampioenschap voor scholen in de categorie meisjes tot 11 jaar.[1]
- Ze won twee keer het Bulgaarse vrouwenkampioenschap rapidschaak: in 2019[2] en in 2022.[3]
- In maart 2023 won Pejtsjeva met 5½ pt. uit 6 het vrouwenkampioenschap van Texas, dat werd gehouden op de Universiteit van Texas.[4]

### Schaakteams
Gergana Pejtsjeva speelde met het vrouwenteam van Bulgarije in de Schaakolympiade voor vrouwen:
- in 2022, spelend aan het tweede bord bij de 44e Schaakolympiade, gehouden in Chennai (+3 =5 –1)[5]

## Externe koppelingen
- (en)   Informatie over schaakpartijen van Gergana Pejtsjeva op ChessGames.com
- (en)   Informatie over schaakpartijen van Gergana Pejtsjeva op 365chess.com
- (en)  FIDE-ratinggegevens voor Gergana Pejtsjeva
- WCM Peycheva Gergana in chess tournament Paracin, www.youtube.com, 22 jan. 2016